# گام پارکینسونی

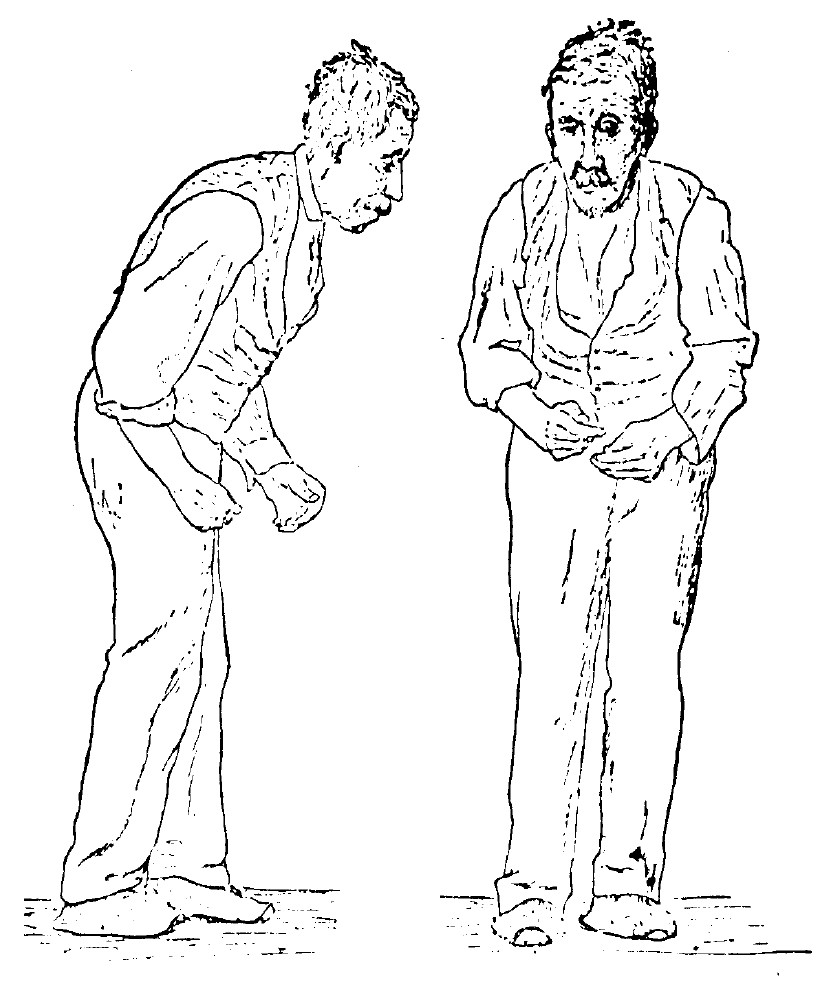
تندپیمایی بر اثر بیماری پارکینسون

گام پارکینسونی، گام‌زنی پارکینسونی، گام زدن پارکینسونی یا راه رفتن پارکینسونی (Parkinsonian gait) که تُندپیمایی (festination) هم نامیده شده تمایل غیرارادی به افزایش سرعت در راه رفتن است که در بعضی بیماری‌های عصبی مانند بیماری پارکینسون دیده می‌شود. اختلال در راه رفتن در سرتاسر دوره بیماری پارکینسون دیده می‌شود.
در تندپیمایی، بیمار پارکینسونی گام‌های کوتاه برمی‌دارد، بدنش به جلو خم شده، ابتدا حرکتش کند است ولی بعداً تند می‌شود و چنین به نظر می‌رسد که بیمار مرکز ثقل خود را دنبال می‌کند.
ویژگی‌های اصلی این نوع راه رفتن سختی در حرکت، کشیدن پا بر روی زمین، گام‌های کوتاه و سرعت حرکت کم که به تدریج شتاب می‌گیرد و علائمی چون لرزش، گوژپشتی و خمیدگی کلی در تنه و کم‌تحرکی و خمیدگی کردن دارد. کاهش حرکات نوسانی بازوها در طی راه رفتن قابل توجه است، و حرکت‌های چرخشی در تنه وجود ندارد.
علت این اختلال کمبود دوپامین در عقده‌های قاعده‌ای است که باعث اختلال در دستگاه حرکتی می‌شود.